# Arfa
Arfa es una localidad española del municipio de Ribera de Urgellet, perteneciente a la provincia de Lérida, en la comunidad autónoma de Cataluña.

## Historia
Hacia mediados del siglo XIX, el lugar, por entonces con ayuntamiento propio, tenía contabilizada una población de 323 habitantes. Aparece descrito en el segundo volumen del Diccionario geográfico-estadístico-histórico de España y sus posesiones de Ultramar de Pascual Madoz con las siguientes palabras:

ARFA: v. con ayunt. en la prov. de Lérida (19 leg.), part. jud., adm. de rent., dióc. y oficialato mayor de Seo de Urgel (3/4), aud. terr. y c. g. de Cataluña (Barcelona 26): sit. á la márg. izq. del r. Segre sobre un elevado peñasco que ocupa la falda meridional de la montaña llamada Sierra de Treita: la combaten principalmente los vientos del N. y O., y goza de clima muy sano. Tiene 100 casas, la de ayunt., algunas tiendas de ropas, varias de comestibles, escuela de instruccion primaria dotada por los fondos del comun, y una igl. parr. dedicada á San Saturnino, servida por un cura de nominado rector, cuyo destino, que es de primer ascenso, lo provee S. M. ó el diocesano, segun los meses en que ocurre la vacante, y prévia oposicion en concurso general. Confina el térm. por N. con el de Monferrer, por E. con el de Navinés, por S. con el de Tost, y por O. con el de Adrall; de cuyos lím. dist. 1/4 de hora poco mas ó menos. El terreno, aunque montuoso en lo general, es muy fértil y productivo, especialmente en su pequeña y hermosa huerta, la cual, por desgracia, inunda é inutiliza con frecuencia el mencionado r. Segre, causando los graves perjuicios que son de creer; sobre el mismo hay un mal puente de maderas que sirve de comunicacion al camino de herradura, que desde Urgel conduce á Lérida y Barcelona, y sus aguas tambien sirven para dar impulso á un molino harinero que se halla en sus márg., el cual pertenece por mitad al fondo de propios de la v. y á un particular. Abraz el térm. 899 jornales de tierra, de los que se cultivan 63 de primera calidad, 183 de segunda y 212 de tercera, que comunmente rinden el 6 por 1 de sembradura: ind.: ademas de la agricultura, hay en esta v. algunos telares de lienzos ordinarios, y los oficios mecánicos de primera necesidad: prod.: trigo, centeno, cebada, vino, legumbres, patatas, cáñamo, hortaliza, muy ricas frutas, entre las que sobresale la cereza por su delicado gusto, alguna madera de construccion y abundante combustible de sus deteriorados bosques; cria ganado vacuno, de cerda, lanar y cabrio, y caza de varias especies: pobl.: segun los datos oficiales, 62 vec., 323 alm.: cap. imp.: 57,351 rs.: contr. ordinari: 5,827 rs. 17 mrs.
(Madoz, 1845, p. 540)

El municipio de Arfa desapareció en 1968, al fusionarse con los de Pla de Sant Tirs, Parroquia de Ortó y Tost para formar el nuevo término municipal de Ribera de Urgellet.

## Demografía
En 2023, la entidad singular de población tenía empadronados 159 habitantes y el núcleo de población, 155.
| Gráfica de evolución demográfica de Arfá entre 1842 y 1960 |
| |
| Población de derecho según los censos de población del INE Población de hecho según los censos de población del INEEntre el censo de 1857 y el anterior, crece el término del municipio porque incorpora a 255270 (Navinés) Entre el censo de 1970 y el anterior, este municipio desaparece porque se integra en el municipio 25185 (Ribera de Urgellet) |